# Троскок
Троскок је атлетска дисциплина скакања удаљ са залетом или без њега, а изводи се од три узастопна скока, тј. одскоком, кораком и доскоком. Одскок и први корак изводе се на истој нози. Троскок је захтевна дисциплина и јако добро утренирани такмичаи постижу добре резултате.

## Историја
У старом веку постизани су у Грчкој скокови преко 16 метара па се претпоставља да се тај резултат односио на збир од три узастопна скока. Године 1465. у Цириху је награђен такмичар који је победио у троскоку, али о самом такмичењу недостају подаци.
У Ирској се у 19. веку, троскок се убрајао у народни спорт, а изводио се скакањем на једној нози. Тим начином Ирац Шенахан је године 1888. постигао је резултат од 15,25 м који је дуго био светски рекорд у троскоку.
Поред овог ирског начина у Енглеској се у 19. веку примењивао начин који се заснивао на наизменичној промени ногу на пр. лева-десна-лева.
Правилима ИААФ (Међународна атлетска федерација) дозвољена су при троскоку два одраза истом ногом, а трећи другом (десна-десна лева или лева-лева-десна). 
Троскок је био укључен у програм првих Олимпијских игара 1896 у Атини. Тада је победио Американац Џејмс Брендан Коноли резултатом 13,71 м. На наредним играма 1900. у Паризу и 1904. у Сент Луису, такмичари су скакали и из места (без залета), па је Американац Реј Јури 1900. скочио 10,58 м, а 1904. 10,54 м.
Користећи се искуством и техником ранијих скакача Американац ирског порекла Данијел Ахерн је увео скраћен корак за други скок, чиме је постигао активно деловање одразне ноге. То је био почетак тзв. ударне технике, којом је Ахерн 1909. скочио 15,52 м. Између 1909. и 1924. највећи напредак у троскоку је постигнут у скандинавским земљама Густаф Линдблом, Вилко Тулос и у Аустралији (Ник Винтер), усавршавајући технику троскока. Тамошњи такмичари су продужили први корак.
Између 1924. и 1939. најбољи су у троскоку били Јапанци који су дали тројицу светских рекордера и олимпијских победника Микио Ода (15,21 м), Чухеи Намбу (15,72 м) и Наото Тојима (16,00 м).
После 1945. водили су Бразилац Адемар да Силва (16,00 м — 1950. до 16,56 м — 1955) и совјетски троскокаши Леонид Шчербаков (16,23 м — 1953) и Олег Фједосејев 16,70 м — 1959. Пољак Јозеф Шмид као изванредан тркач (100 м), квалитетним извођењем своје тркачке технике први је успео прескочити 17 м (17,03 м — 1960) године.
У Југославији троскок је у почетку био доста занемарен. Први рекордер био је Ђуро Гашпар са 11,66 м. Јован Микић Спартак први је 1935. прескочио 14,00 (14,05 м). После ослобођења носиоци Југословенског рекорда се били: А. Загорц, Драго Петрановић, Р. Радовановић, Владимир Њаради, Р. Јоцић, Тренутно рекорд држи Милош Срејовић са 17,01 м који је постављен септембра 1981. у Сарајеву.
Троскок у мушкој конкуренцији се налазио на свим такмичењима од првог такмичења. Такмичења у троскоку за жене укључила су се тек 1990. на Европском првенству у дворани 1990. а затим, Светском првенство 2003. и на Олимпијским играма 1996..

## Правила такмичења
Садашња међународна правила за атлетска такмичења признају само скок са залетом. Такмичења се изводе на скакалишту која морају имати залетиште и доскочиште. Дужина залетишта које је обавезно хоризонтално је неограничена, али је обично износи 40—50 м. Сви такмичари имају право на три скока, а шесторица или осморица (зависно од такмичења) имају право на још три. Као најбољи резултат такмичара узима се његов најдужи скок.
При скоку скакач мора да се одрази са даске укопане у земљу и поравнане са површином залетишта и јаме за доскок. Ивица даске према јами за доскок зове се линија одраза. У одразу нога не сме да додирне тло иза те линије. Дужина скока мери се под правим углом од отиска најближег линији одскока, који такмичар учини било којим делом тела у јами за доскок.

## Светски рекорди
Први светски рекорд у троскоку ИААФ (International Association of Athletics Federations – Међународна атлетска федерација) је признала 1911. године. Тренутни рекорд код мушкараца је 18,29 метра а постигао га је Британац Џонатан Едвардс на Светском првенству у Гетеборгу 7. август 1995. Код жена рекорд држи Јулимар Рохас из Венецуеле са даљином од 15,74 метара постигнутом на Светском првенству у дворани у Београду 20. марта 2022.

## Листа најбољих резултата у троскоку на отвореном — мушкарци
Ово је листа атлетичара, који су скочили више од 17,90 метара, на дан 14. новембра 2024. (Напомена: већина атлетичара је више пута прескочила наведене дужине. Приказан је само најбољи резултат сваког атлетичара.)
| Ранг | Резултат | Ветар м/с | Атлетичар           | Датум рођења        | Националност               | Место                    | Датум            |
| ---- | -------- | --------- | ------------------- | ------------------- | -------------------------- | ------------------------ | ---------------- |
| 1.   | 18,29    | +1,3      | Џонатан Едвардс     | 10. мај 1960.       | Уједињено Краљевство       | Гетеборг, Шведска        | 7. август 1995.  |
| 2.   | 18,21    | +0,2      | Кристијан Тејлор    | 18. јун 1990.       | САД                        | Пекинг, Кина             | 27. август 2015. |
| 3.   | 18,18    | -0,3      | Јордан Дијаз        | 23. фебруар 2001.   | Шпанија                    | Рим, Италија             | 11. јун 2024.    |
| 4.   | 18,14    | +0,4      | Вил Клеј            | 13. јун 1991.       | САД                        | Лонг Бич, САД            | 28. јун 2019.    |
| 5.   | 18,09    | -0,4      | Кени Харисон        | 13. фебруар 1965.   | САД                        | Аталанта, САД            | 27. јул 1996.    |
| 6.   | 18,08    | 0,0       | Педро Пабло Пичардо | 30. јун 1993.       | Куба                       | Хавана, Куба             | 28. мај 2015.    |
| 7.   | 18,04    | +0,3      | Теди Тамго          | 15. јун 1989.       | Француска                  | Москва, Русија           | 18. август 2013. |
| 8.   | 17,97    | +1,5      | Вили Бенкс          | 11. март 1956.      | САД                        | Индијанаполис, САД       | 16. јун 1985.    |
| 9.   | 17,92    | +1,6      | Христо Марков       | 27. јануар 1965.    | Бугарска                   | Рим, Италија             | 31. август 1987. |
| 9.   | 17,92    | +1,9      | Џејмс Бекфорд       | 9. јануар 1975.     | Јамајка                    | Одеса, САД               | 20. мај 1995.    |
| 11.  | 17,90    | +1,0      | Владимир Иноземцев  | 25. мај 1964.       | Совјетски Савез · Украјина | Братислава, Чехословачка | 20. јун 1990.    |
| 11.  | 17,90    | +0,4      | Жадел Грегорио      | 16. септембар 1980. | Бразил                     | Белем, Бразил            | 20. мај 2007.    |

## Листа најбољих резултата у троскоку на отвореном — жене
Ово је листа атлетичарки које су скочиле више од 15,20 метара, са стањем на дан 14. новембра 2024. године. (Напомена: већина атлетичарки је више пута прескочила наведене дужине. Приказан је само најбољи резултат сваке атлетичарке.)
| Ранг | Резултат | Ветар м/с | Атлетичарка          | Датум рођења       | Националност                | Место              | Датум               |
| ---- | -------- | --------- | -------------------- | ------------------ | --------------------------- | ------------------ | ------------------- |
| 1.   | 15,67    | +0,7      | Јулимар Рохас        | 21. октобар 1995.  | Венецуела                   | Токио, Јапан       | 1. август 2021.     |
| 2.   | 15,50    | +0,9      | Инеса Кравец         | 5. октобар 1966.   | Совјетски Савез · Украјина  | Гетеборг, Шведска  | 10. август 1995.    |
| 3.   | 15,39    | +0,5      | Франсоаз Мбанго Етон | 14. април 1976.    | Камерун                     | Пекинг, Кина       | 17. август 2008.    |
| 4.   | 15,34    | -0,5      | Татјана Лебедева     | 21. јул 1976.      | Русија                      | Ираклион, Грчка    | 4. јул 2004.        |
| 5.   | 15,32    | +0,9      | Хрисопији Девеци     | 2. јануар 1975.    | Грчка                       | Атина, Грчка       | 21. август 2004.    |
| 6.   | 15,31    | 0,0       | Катерин Ибаргвен     | 12. фебруар 1984.  | Колумбија                   | Монако,            | 14. јул 2014.       |
| 7.   | 15,29    | +0,3      | Јамиле Алдама        | 14. август 1972.   | Куба                        | Рим, Италија       | 11. јул 2003.       |
| 8.   | 15,28    | +0,9      | Јархелис Савињ       | 13. новембар 1984. | Куба                        | Осака, Јапан       | 31. август 2007.    |
| 9.   | 15,25    | +1,7      | Олга Рипакова        | 30. новембар 1984. | Совјетски Савез · Казахстан | Сплит, Хрватска    | 4. септембар 2010.  |
| 10.  | 15,20    | 0,0       | Шарка Кашпаркова     | 20. мај 1971.      | Чехословачка · Чешка        | Атина, Грчка       | 4. август 1997.     |
| 10.  | 15,20    | -0,3      | Тереза Маринова      | 5. септембар 1977. | Бугарска                    | Сиднеј, Аустралија | 24. септембар 2000. |

## Светски и континентални рекорди на отвореном за мушкарце
(стање 14. новембар 2024)
|     | Резултат | Атлетичар        | Датум рођења        | Националност                         | Место                        | Датум               |
| --- | -------- | ---------------- | ------------------- | ------------------------------------ | ---------------------------- | ------------------- |
| СР  | 18,29    | Џонатан Едвардс  | 10. мај 1960.       | Уједињено Краљевство                 | Гетеборг, Шведска            | 7. август 1995.     |
| ОР  | 18,09    | Кени Харисон     | 13. фебруар 1965.   | САД                                  | Аталанта, САД                | 27. јул 1996.       |
| ЕР  | 18,29    | Џонатан Едвардс  | 10. мај 1960.       | Уједињено Краљевство                 | Гетеборг, Шведска            | 7. август 1995.     |
| САР | 18,21    | Кристијан Тејлор | 18. јун 1990.       | САД                                  | Пекинг, Кина                 | 27. август 2015.    |
| ЈАР | 17,90    | Жадел Грегорио   | 16. септембар 1980. | Бразил                               | Белем, Бразил                | 20. мај 2007.       |
| АФР | 17,82    | Уг Фабрис Занго  | 25. јун 1993.       | Буркина Фасо                         | Секешфехервар, Мађарска      | 6. јул 2021.        |
| АЗР | 17,59    | Ли Јанси         | 26. јун 1983.       | Кина                                 | Jinan, Кина                  | 26. октобар 2009.   |
| ОКР | 17,46    | Кен Лоравеј      | 6. јануар 1956.     | Аустралија                           | Лондон, Уједињено Краљевство | 7. август 1982.     |
| РС  | 17,01    | Милош Срејовић   | 12. април 1956.     | СФРЈ · Србија · Раднички, Крагујевац | Сарајево, Југославија        | 20. септембар 1981. |

## Светски и континентални рекорди на отвореном за жене
(стање 14. новембар 2024)
|     | Резултат | Ветар м/с | Атлетичарка           | Датум рођења        | Националност                          | Место              | Датум               |
| --- | -------- | --------- | --------------------- | ------------------- | ------------------------------------- | ------------------ | ------------------- |
| СР  | 15,67    | +0,7      | Јулимар Рохас         | 21. октобар 1995.   | Венецуела                             | Токио, Јапан       | 1. август 2021.     |
| ОР  | 15,67    | +0,7      | Јулимар Рохас         | 21. октобар 1995.   | Венецуела                             | Токио, Јапан       | 1. август 2021.     |
| ЕР  | 15,50    | +0,9      | Инеса Кравец          | 5. октобар 1966.    | Совјетски Савез · Украјина            | Гетеборг, Шведска  | 10. август 1995.    |
| САР | 15,29    | +0,3      | Јамиле Алдама         | 14. август 1972.    | Куба                                  | Рим, Италија       | 11. јул 2003.       |
| ЈАР | 15,67    | +0,7      | Јулимар Рохас         | 21. октобар 1995.   | Венецуела                             | Токио, Јапан       | 1. август 2021.     |
| АФР | 15,39    | +0,5      | Франсоаз Мбанго Етоне | 14. април 1976.     | Камерун                               | Пекинг, Кина       | 17. август 2008.    |
| АЗР | 15,25    | +1,7      | Олга Рипакова         | 30. новембар 1984.  | Совјетски Савез · Казахстан           | Сплит, Хрватска    | 4. септембар 2010.  |
| ОКР | 14,04    | +2,0      | Никол Младенис        | 22. септембар 1975. | Аустралија                            | Хобарт, Аустралија | 9. март 2003.       |
| ОКР | 14,04    | +1,8      | Никол Младенис        | 22. септембар 1975. | Аустралија                            | Перт, Аустралија   | 7. децембар 2003.   |
| РС  | 14,56    | -0,4      | Биљана Топић          | 17. октобар 1977.   | СФРЈ · Србија · АК Војводина Нови Сад | Солун, Грчка       | 13. септембар 2009. |

## Листа најбољих резултата у троскоку у дворани — мушкарци
Ово је листа атлетичара који су скочили више од 17,70 м, са стањем на дан 14. новембар 2024. године. (Напомена: већина атлетичара је више пута прескочила наведене дужине. Приказан је само најбољи резултат сваког атлетичара.)
| Ранг | Резултат | Атлетичар       | Датум рођења       | Националност             | Место                 | Датум             |
| ---- | -------- | --------------- | ------------------ | ------------------------ | --------------------- | ----------------- |
| 1.   | 18,07    | Уг Фабрис Занго | 25. јун 1993.      | Буркина Фасо             | Обијер, Француска     | 16. јануар 2021.  |
| 2.   | 17,92    | Теди Тамго      | 15. јун 1989.      | Француска                | Париз, Француска      | 6. март 2011.     |
| 3    | 17,83    | Алисер Урутија  | 10. мај 1960.      | Куба                     | Синделфинген, Немачка | 1. март 1997.     |
| 3    | 17,83    | Кристијан Олсон | 25. јануар 1980.   | Шведска                  | Будимпешта, Мађарска  | 7. март 2004.     |
| 5.   | 17,77    | Леонид Волошин  | 30. март 1966.     | Совјетски Савез · Русија | Гренобл, Француска    | 16. фебруар 1994. |
| 6.   | 17,76    | Мајкл Конли     | 5. октобар 1962.   | САД                      | Њујорк, САД           | 27. фебруар 1987. |
| 7.   | 17,75    | Филипс Идову    | 30. децембар 1978. | Уједињено Краљевство     | Валенсија, Шпанија    | 9. март 2008.     |
| 8.   | 17,74    | Маријан Опреа   | 6. јун 1982.       | Румунија                 | Букурешт, Румунија    | 18. фебруар 2006  |
| 9.   | 17,73    | Волтер Дејвис   | 2. јули 1979.      | САД                      | Москва, Русија        | 12. март 2006     |
| 9.   | 17,73    | Фабрицио Донато | 14. август 1976.   | Италија                  | Париз, Француска      | 6. март 2011.     |
| 11.  | 17,72    | Брајан Велман   | 8. септембар 1967. | Бермуди                  | Барселона, Шпанија    | 12. март 1995.    |
| 12.  | 17,70    | Вил Клеј        | 13. јун 1991.      | САД                      | Истанбул, Турска      | 11. март 2012.    |
| 12.  | 17,70    | Данијеле Греко  | 1. март 1989.      | Италија                  | Гетеборг, Шведска     | 2. март 2013.     |

## Листа најбољих резултата у троскоку у дворани — жене
Ово је листа атлетичарки које су скочиле више од 15,00 м, са стањем на дан 14. новембар 2024. године. (Напомена: већина атлетичарки је випе пута прескочила наведене дужине. Приказан је само најбољи резултат сваке атлетичарке.)
| Ранг | Резултат | Атлетичарка      | Датум рођења       | Националност                | Место                         | Датум             |
| ---- | -------- | ---------------- | ------------------ | --------------------------- | ----------------------------- | ----------------- |
| 1.   | 15,74    | Јулимар Рохас    | 21. октобар 1995.  | Венецуела                   | Београд, Србија               | 20. март 2022.    |
| 2.   | 15,36    | Татјана Лебедева | 21. јул 1976.      | Русија                      | Будимпешта, Мађарска          | 6. март 2004.     |
| 3.   | 15,16    | Ашија Хансен     | 5. децембар 1971.  | Уједињено Краљевство        | Валенсија, Шпанија            | 28. фебруар 1998. |
| 4.   | 15,14    | Олга Рипакова    | 30. новембар 1984. | Совјетски Савез · Казахстан | Доха, Катар                   | 13. март 2010.    |
| 5.   | 15,12    | Џезмин Мур       | 1. мај 2001.       | САД                         | Албукерки, САД                | 11. март 2023.    |
| 6.   | 15,08    | Марија Шестак    | 17. април 1979.    | СФРЈ · Србија · Словенија   | Пеанија, Грчка                | 13. фебруар 2008. |
| 7.   | 15,05    | Јархелис Савињ   | 13. новембар 1984. | Куба                        | Валенсија, Шпанија            | 8. март 2008.     |
| 8.   | 15,03    | Јоланда Чен      | 26. јул 1961.      | Совјетски Савез · Русија    | Барселона, Шпанија            | 11. март 1995.    |
| 9.   | 15,01    | Ина Ласовска     | 17. децембар 1969. | Совјетски Савез · Русија    | Париз Француска               | 8. март 1997.     |
| 9.   | 15,01    | Теа Лафонд       | 5. април 1994.     | Доминика                    | Глазгов, Уједињено Краљевство | 3. март 2024.     |

## Светски и континентални рекорди у дворани за мушкарце
(стање 14. новембар 2024.)
|     | Резултат | Атлетичар       | Датум рођења        | Националност                              | Место                 | Датум             |
| --- | -------- | --------------- | ------------------- | ----------------------------------------- | --------------------- | ----------------- |
| СР  | 18,07    | Уг Фабрис Занго | 25. јун 1993.       | Буркина Фасо                              | Обијер, Француска     | 16. јануар 2021.  |
| ЕР  | 17,92    | Теди Тамго      | 15. јун 1989.       | Француска                                 | Париз, Француска      | 6. март 2011.     |
| САР | 17,83    | Алисер Урутија  | 10. мај 1960.       | Куба                                      | Зинделфинген, Немачка | 1. март 1997.     |
| ЈАР | 17,56    | Жадел Грегорио  | 16. септембар 1980. | Бразил                                    | Москва, Русија        | 12. март 2006     |
| АФР | 18,07    | Уг Фабрис Занго | 25. јун 1993.       | Буркина Фасо                              | Обијер, Француска     | 16. јануар 2021.  |
| АЗР | 17,41    | Дунг Бин        | 22. новембар 1988.  | Кина                                      | Нанкинг, Кина         | 27. фебруар 2016. |
| ОКР | 17,20    | Ендру Мерфи     | 18. децембар 1969.  | Аустралија                                | Лисабон, Португал     | 9. март 2001.     |
| РС  | 16,64    | Зоран Ђурђевић  | 3. април 1968.      | СФРЈ · Србија · АК Црвена звезда, Београд | Београд, Србија       | 9. фебруар 1992.  |

## Светски и континентални рекорди у дворани за жене
(стање 14. новембар 2024.)
| Рекорди | Резултат | Атлетичарка      | Датум рођења        | Националност                           | Место                | Датум          |
| ------- | -------- | ---------------- | ------------------- | -------------------------------------- | -------------------- | -------------- |
| СР      | 15,74    | Јулимар Рохас    | 21. октобар 1995.   | Венецуела                              | Београд, Србија      | 20. март 2022. |
| ЕР      | 15,36    | Татјана Лебедева | 21. јул 1976.       | Совјетски Савез · Русија               | Будимпешта, Мађарска | 6. март 2004.  |
| САР     | 15,12    | Џезмин Мур       | 1. мај 2001.        | САД                                    | Албукерки, САД       | 11. март 2023. |
| ЈАР     | 15,74    | Јулимар Рохас    | 21. октобар 1995.   | Венецуела                              | Београд, Србија      | 20. март 2022. |
| АФР     | 14,90    | Јамиле Алдама    | 14. август 1972.    | Судан                                  | Будимпешта, Мађарска | 6. март 2004.  |
| АЗР     | 15,14    | Олга Рипакова    | 30. новембар 1984.  | Совјетски Савез · Казахстан            | Доха, Катар          | 13. март 2010. |
| ОКР     | 13,31    | Никол Младенис   | 22. септембар 1975. | Аустралија                             | Будимпешта, Мађарска | 5. март 2004.  |
| РС      | 14,37    | Биљана Топић     | 17. октобар 1977.   | СФРЈ / Србија · АК Војводина, Нови Сад | Торино, Италија      | 8. март 2009.  |

## Апсолутна листа
Од 2000. ИААФ-ovo Правило 260.18s (бивше 260.6.a) преправљено је и сада каже да светски рекорди (насупрот светским рекордима у дворани) могу бити постављени у објекту "с кровом или без њега". Листа на којој су приказани скокови зове се апсолутна листа, док је листа и начин рангирања скокова у дворани остала непромењена.

### Апсолутна листа 25 најбољих троскокаша
(стање 14. новембар 2024)
| Ранг | Резултат | Ветар (м/с) | Атлетичар               | Националност         | Место                    | Датум              | Референца |
| ---- | -------- | ----------- | ----------------------- | -------------------- | ------------------------ | ------------------ | --------- |
| 1.   | 18,29    | +1,3        | Џонатан Едвардс         | Уједињено Краљевство | Гетеборг, Шведска        | 7. август 1995.    |           |
| 2.   | 18,21    | +0,2        | Кристијан Тејлор        | САД                  | Пекинг, Кина             | 27. август 2015.   | [ 8 ]     |
| 3.   | 18,18    | -0,3        | Јордан Дијаз            | Шпанија              | Рим, Италија             | 11. јун 2024.      |           |
| 4.   | 18,14    | +0,4        | Вил Клеј                | САД                  | Лонг Бич, САД            | 28. јун 2019.      |           |
| 5.   | 18,09    | −0,4        | Кени Харисон            | САД                  | Атланта, САД             | 27. јул 1996.      |           |
| 6.   | 18,08    | 0,0         | Педро Пабло Пичардо     | Куба                 | Хавана, Куба             | 28. мај 2015.      | [ 9 ]     |
| 7.   | 18,07    | дворана     | Уг Фабрис Занго         | Буркина Фасо         | Обијер, Француска        | 16. јануар 2021.   |           |
| 5.   | 18,04    | +0,3        | Теди Тамго              | Француска            | Москва, Русија           | 18. август 2013.   | [ 10 ]    |
| 6.   | 17,97    | +1,5        | Вили Бенкс              | САД                  | Индијанаполис, САД       | 16. јун 1985.      |           |
| 7.   | 17,92    | +1,6        | Христо Марков           | Бугарска             | Рим, Италија             | 31. август 1987.   |           |
| 7.   | 17,92    | +1,9        | Џејмс Бекфорд           | Јамајка              | Одеса, САД               | 20. мај 1995.      |           |
| 9.   | 17,90    | +1,0        | Владимир Иноземцев      | СССР                 | Братислава, Чехословачка | 20. јуни 1990.     |           |
| 9.   | 17,90    | +0,4        | Жадел Грегорио          | Бразил               | Белем, Бразил            | 20. мај 2007.      |           |
| 11.  | 17,89    | 0,0         | Жоао Карлос де Оливеира | Бразил               | Мексико Сити             | 15. октобар 1975.  |           |
| 12.  | 17,87    | +1,7        | Мајкл Конли             | САД                  | Сан Хозе, САД            | 27. јун 1987.      |           |
| 13.  | 17,86    | +1,3        | Чарлс Симпкинс          | САД                  | Кобе, Јапан              | 2. септембар 1985. |           |
| 14.  | 17,85    | 0,0         | Јоелби Кесада           | Куба                 | Атина, Грчка             | 8. август 1997.    |           |
| 15.  | 17,83    | дворана     | Алисер Урутија          | Куба                 | Зинделфинген, Немачка    | 1. март 1997.      |           |
| 15.  | 17,83    | дворана     | Кристијан Олсен         | Шведска              | Будимпешта, Мађарска     | 7. март 2004.      |           |
| 17.  | 17,81    | +1,0        | Маријан Опреа           | Румунија             | Лозана, Швајцарска       | 5. јул 2005.       |           |
| 17.  | 17,81    | +0,1        | Филипс Идову            | Уједињено Краљевство | Барселона, Шпанија       | 29. јул 2009.      |           |
| 19.  | 17,78    | +1,0        | Микола Мисјенко         | СССР                 | Лењинград, СССР          | 7. јул 1986.       |           |
| 19.  | 17,78    | +0,6        | Лазаро Бетанкур         | Куба                 | Хавана, Куба             | 15. јун 1986.      |           |
| 19.  | 17,78    | +0,8        | Мелвин Листер           | САД                  | Хавана, Куба             | 17. јул 2004.      |           |
| 22.  | 17,77    | +1,0        | Александар Коваленко    | СССР                 | Брјанск, СССР            | 18. јул 1987.      |           |
| 22.  | 17,77    | дворана     | Леонид Волошин          | Русија               | Гренобл, Француска       | 6. фебруар 1994.   |           |
| 24.  | 17,75    | +0,3        | Олег Проценко           | СССР                 | Москва, СССР             | 10. јун 1990.      |           |
| 24.  | 17,75    | +0,9        | Анди Дијаз              | Италија              | Фиренца, Италија         | 2. јун 2023.       |           |

### Апослутна листа 25 најбољих троскокашица
(стање 16. новембра 2024)
| Ранг | Резултат | Ветар (м/с) | Атлетичарка          | Националност         | Место                | Датум               | Референца |
| ---- | -------- | ----------- | -------------------- | -------------------- | -------------------- | ------------------- | --------- |
| 1.   | 15,74    | дворана     | Јулимар Рохас        | Венецуела            | Београд, Србија      | 21. октобар 1995.   |           |
| 2.   | 15,50    | +0,9        | Инеса Кравец         | Украјина             | Гетеборг, Шведска    | 10. август 1995.    |           |
| 3.   | 15,39    | +0,5        | Франсоаз Мбанго Етон | Камерун              | Пекинг, Кина         | 17. август 2008.    |           |
| 4.   | 15,36    | дворана     | Татјана Лебедева     | Русија               | Будимпешта, Мађарска | 6. март 2004.       |           |
| 5.   | 15,32    | +0,9        | Хрисопији Девеци     | Грчка                | Атина, Грчка         | 21. август 2004.    |           |
| 6.   | 15,31    | 0,0         | Катерин Ибаргвен     | Колумбија            | Монако               | 18. јул 2014.       |           |
| 7.   | 15,29    | +0,3        | Јамиле Алдама        | Куба                 | Рим, Италија         | 11. јул 2003.       |           |
| 8.   | 15,28    | +0,9        | Јархелис Савињ       | Куба                 | Осака, Јапан         | 31. август 2007.    |           |
| 9.   | 15,25    | +1,7        | Олга Рипакова        | Казахстан            | Сплит, Хрватска      | 4. септембар 2010.  |           |
| 10.  | 15.20    | 0,0         | Шарка Кашпаркова     | Чешка                | Атина, Грчка         | 4. август 1997.     |           |
| 10.  | 15.20    | −0,3        | Тереза Маринова      | Бугарска             | Сиднеј, Аустралија   | 24. септембар 2000. |           |
| 12.  | 15,18    | +0,3        | Ива Пранџева         | Бугарска             | Гетеборг, Шведска    | 10. август 1995.    |           |
| 13.  | 15,16    | +0,1        | Родика Матеску       | Румунија             | Атина, Грчка         | 4. август 1997.     |           |
| 13.  | 15,16    | +0,7        | Триша Смит           | Јамајка              | Линц, Аустрија       | 2. август 2004.     |           |
| 13.  | 15,16    | дворана     | Ашија Хансен         | Уједињено Краљевство | Валенсија, Шпанија   | 28. фебруар 1998.   |           |
| 16.  | 15,14    | +1,9        | Надежда Аљехина      | Русија               | Чебоксари, Русија    | 26. јул 2009.       |           |
| 17.  | 15,12    | дворана     | Џезмин Мур           | САД                  | Албукерки, САД       | 11. март 2023.      |           |
| 18.  | 15,09    | +0,5        | Ана Бирјукова        | Русија               | Штутгарт, Немачка    | 29. август 1993.    |           |
| 18.  | 15,09    | −0,5        | Ина Ласовска         | Русија               | Валенсија, Шпанија   | 31. мај 1997.       |           |
| 20.  | 15,08    | дворана     | Марија Шестак        | Словенија            | Пеанија, Грчка       | 13. фебруар 2008.   |           |
| 21.  | 15,07    | −0,6        | Параскеви Цијамита   | Грчка                | Севиља, Шпанија      | 22. август 1999.    |           |
| 22.  | 15,04    | +1,7        | Јекатерина Конева    | Русија               | Јуџин, САД           | 30. мај 2015.       |           |
| 23.  | 15,03    | +1,9        | Магдалин Мартинез    | Италија              | Рим, Италија         | 26. јун 2004.       |           |
| 23.  | 15,03    | дворана     | Јоланда Чен          | Русија               | Барселона, Шпанија   | 11. март 1995.      |           |
| 23.  | 15,03    | 0,0         | Шаника Рикетс        | Јамајка              | Јуџин, САД           | 16. септембар 2023. |           |

- Чека ратификацију

## Освајачи медаља у троскоку на највећим такмичењима

### Олимпијске игре
- Жене
- Мушкарци

### Светска првенства (на отвореном)
- Жене
- Мушкарци

### Светска првенства (у дворани)
- Жене
- Мушкарци

### Европска првенства (на отвореном)
- Жене
- Мушкарци

### Европска првенства (у дворани)
- Жене
- Мушкарци

### Универзијаде
- Жене
- Мушкарци

## Развој рекорда у троскоку

### Жене
- Развој светског рекорда у троскоку за жене на отвореном
- Развој европског рекорда у троскоку за жене на отвореном
- Развој рекорда европских првенства у троскоку на отвореном за жене
- Национални рекорди у троскоку на отвореном за жене

### Мушкарци
- Развој светског рекорда у троскоку за мушкарце на отвореном
- Развој европског рекорда у троскоку за мушкарце на отвореном
- Развој светског рекорда у троскоку у дворани за мушкарце
- Национални рекорди у троскоку на отвореном за мушкарце